# Expression (album)
Pour les articles homonymes, voir Expression.
Albums de John Coltrane
Live at the Village Vanguard Again!
(1967)
Expression  est un disque de jazz de John Coltrane enregistré du 17 février au 7 mars 1967 et sorti sur le label Impulse!. C'est le dernier enregistrement studio avant son décès en juillet 1967.

## Titres
Toute la musique est composée par John Coltrane.
| No | Titre      | Durée |
| -- | ---------- | ----- |
| 1. | Ogunde     | 3:34  |
| 2. | To be      | 16:18 |
| 3. | Offering   | 8:21  |
| 4. | Expression | 10:46 |

## Musiciens
- John Coltrane : Saxophone, Flûte
- Alice Coltrane : Piano
- Jimmy Garrison: Contrebasse
- Rashied Ali : Batterie
- Pharoah Sanders : piccolo, flûte, tambourin ; dans To be.